# Xã Sturgis, Michigan
Xã Sturgis (tiếng Anh: Sturgis Township) là một xã thuộc quận St. Joseph, tiểu bang Michigan, Hoa Kỳ. Năm 2010, dân số của xã này là 2.261 người.